# (11915) Nishiinoue
(11915) Nishiinoue (1992 SJ1) – planetoida z pasa głównego asteroid okrążająca Słońce w ciągu 3,53 lat w średniej odległości 2,32 j.a. Odkryta 23 września 1992 roku.